# 648 Pippa
648 Pippa è un asteroide della fascia principale del diametro medio di circa 68,27 km. Scoperto nel 1907, presenta un'orbita caratterizzata da un semiasse maggiore pari a 3,2202025 UA e da un'eccentricità di 0,1912651, inclinata di 9,77579° rispetto all'eclittica.

## Curiosità
Il suo nome si riferisce alla protagonista di Und Pippa tantz, dello scrittore tedesco Gerhart Hauptmann.